# Travel Bug

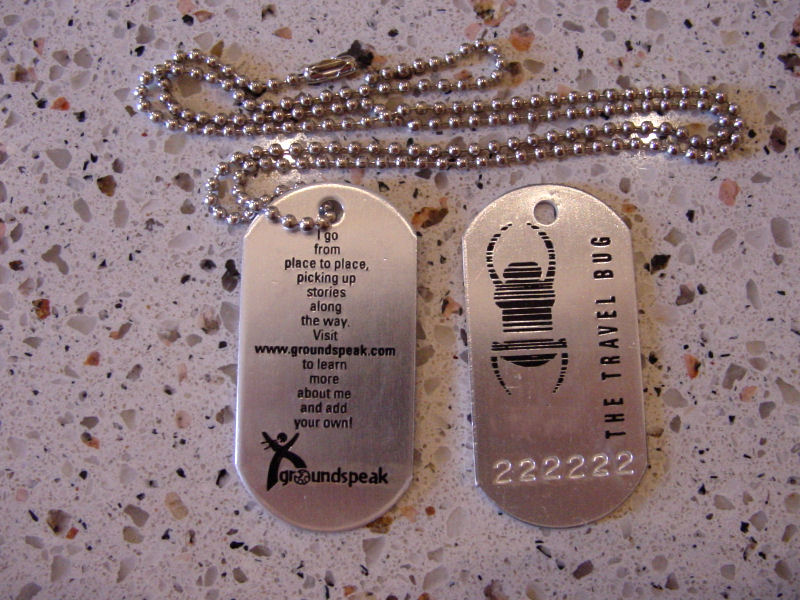
Přívěsek Travel Bug, číslo je skryto

Travel Bug je libovolný předmět opatřený štítkem pro hru Geocaching. Travelbug není k výměně jako jiné předměty uložené v keších. Jeho cílem je putovat z keše do keše, a tak cestuje po světě. Pohyb travelbugu lze pozorovat pomocí unikátního kódu (Tracking Number) vyraženého na štítku na serveru Geocaching.com. Travel bug může mít nálezce u sebe maximálně 14 dnů, nebo napíše e-mail majiteli travelbugu, jaké s ním má plány.